# 紐因頓格林
紐因頓格林意為紐因頓綠地（Newington Green），是英國北倫敦的一個公園，位於伊斯靈頓區和哈克尼區之間。這一地名也可以指公園的附近地區。
此地有豐富的歷史建築。52–55號是倫敦現存最古老的排屋，建於1658年，列為英國一級登錄建築。列為二級登錄建築的有紐英頓綠地一位神教會以及中國內地會的舊總部。

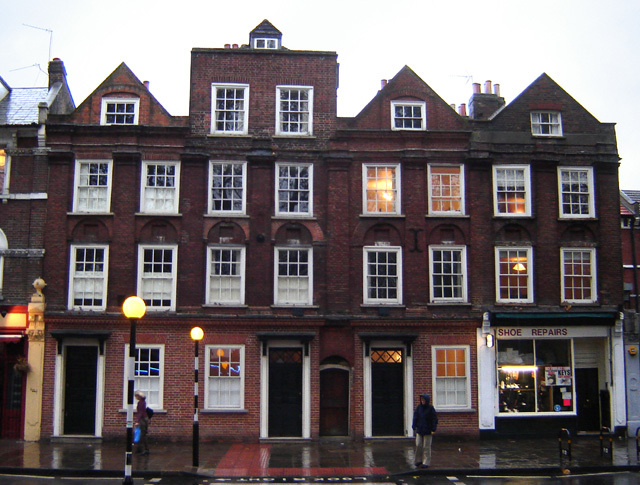
52–55號
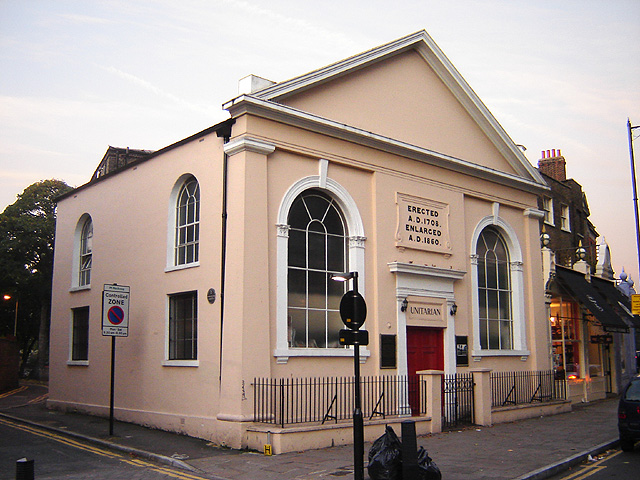
紐英頓綠地一位神教會
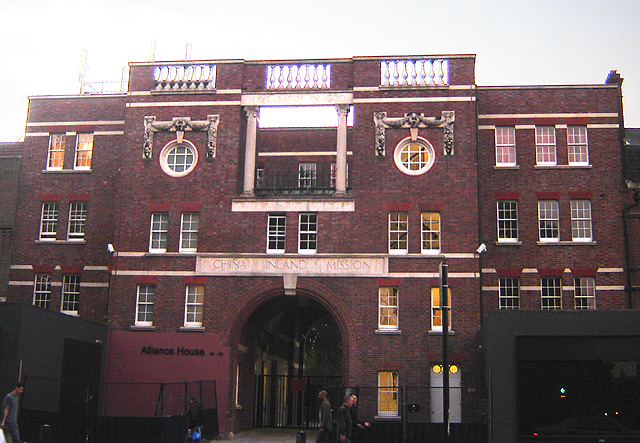
中國內地會舊總部